# Pylaisiadelpha harveyana
Pylaisiadelpha harveyana là một loài Rêu trong họ Sematophyllaceae. Loài này được (Mitt.) W.R. Buck miêu tả khoa học đầu tiên năm 1984.